# Campo Alegre de Goiás (ort)
Campo Alegre de Goiás är en ort i Brasilien.   Den ligger i kommunen Campo Alegre de Goiás och delstaten Goiás, i den sydöstra delen av landet, 210 km söder om huvudstaden Brasília. Campo Alegre de Goiás ligger 904 meter över havet och antalet invånare är 6 057.
Terrängen runt Campo Alegre de Goiás är platt. Trakten runt Campo Alegre de Goiás är nära nog obefolkad, med mindre än två invånare per kvadratkilometer..
Omgivningarna runt Campo Alegre de Goiás är huvudsakligen savann.